# Gabriel Misehouy
Gabriel Misehouy, né le 18 juillet 2005 à Amsterdam, est un footballeur néerlando-ghanéen qui évolue au poste de milieu offensif à l'Aris Salonique, en prêt de Girona FC.

## Biographie
Né à Amsterdam, la famille de Gabriel Misehouy est d'origine ghanéenne,.

### Carrière en club
Passé par le club amateur d'Oostzanerwerf (nl) dans sa ville natale, Misehouy intègre ensuite le centre de formation de l'Ajax, gravissant les échelons des équipes de jeunes — portant notamment le brassard de capitaine avec les moins de 17 ans — jusqu'à signer son premier contrat professionnel avec les ajacides en avril 2021,,. Il attirait alors l'attention de plusieurs grands clubs européens,,.
Il fait ses débuts professionnels avec le Jong Ajax le 21 février 2022, entrant en je lors d'une défaite 3-1 contre Almere City en Eerste Divisie.

### Carrière en sélection
Gabriel Misehouy est international néerlandais en équipe de jeune. En avril 2022, il est sélectionné avec l'équipe de Pays-Bas des moins de 17 ans pour l'Euro 2022.
Titulaire lors de la compétition continentale, il est auteur d'un but et une passe décisive dès le premier match contre la Bulgarie, récidivant avec la même performance  contre l'Italie, pour la victoire 2-1 en quart ; avant que son équipe ne l'emporte aux tirs au but face à la Serbie en demie, sur un score de 2-2 à la fin du temps réglementaire.

## Palmarès
Pays-Bas -17 ans
- Championnat d'Europe -17 ans :
  - Finaliste : 2022.